# Wendekreis (Fahrzeug)

Wendekreis und Spurkreis bei einem Pkw

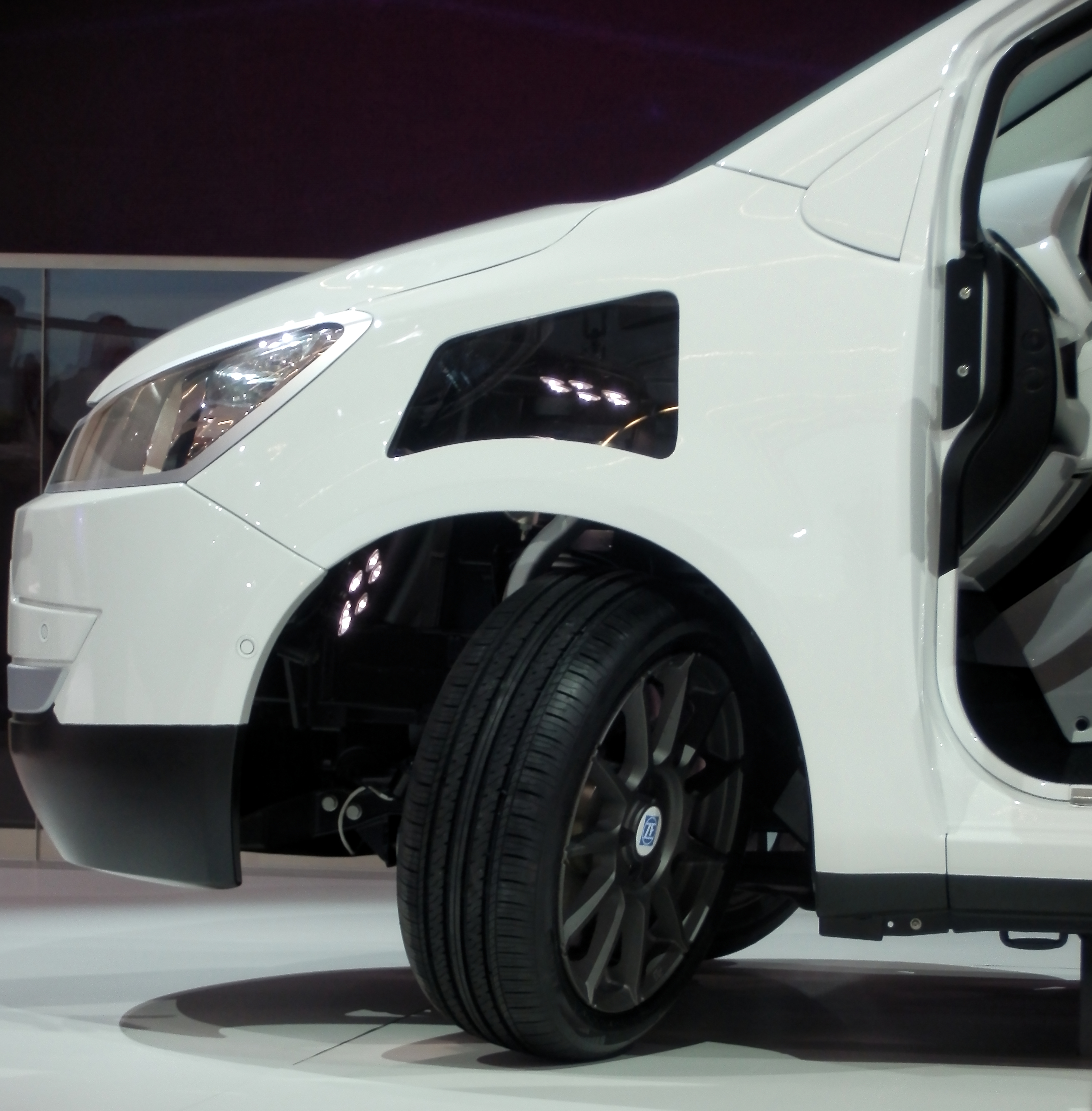
Beim Konzeptfahrzeug ZF Advanced Urban Vehicle können die Vorderräder bis zu 75 Grad eingeschlagen werden. Dadurch verfügt das Fahrzeug über einen Wendekreis von lediglich 6,5 m.

Der Wendekreis ist der kleinste Kreis (bezogen auf die am weitesten ins Kurvenäußere herausragenden Teile des Fahrzeugs), in dem ein Fahrzeug eine Kreisfahrt mit vollem Lenkeinschlag durchführen kann. Als Kenngröße bei Fahrzeugen bezeichnet der Wendekreisdurchmesser (abkürzend ebenfalls Wendekreis genannt) den Durchmesser dieses kleinsten Wendekreises. Der Wenderadius ist der Radius dieses Kreises, also halb so groß wie der Durchmesser.
Ein verwandter Begriff ist der Spurkreis. Dieser beschreibt die Kreisbahn (Spur) des bei der Kreisfahrt am weitesten außen laufenden Rades. Analog dem Wendekreis wird der Begriff Spurkreis ebenfalls als Kenngröße von Fahrzeugen verwendet und bezeichnet dann den Durchmesser dieses Kreises. Dieser wird von der Reifenmitte aus gemessen.
Anschaulich gibt der Wendekreis den Durchmesser einer zylinderförmigen Mauer an, innerhalb derer ein Fahrzeug bei vollem Lenkeinschlag gerade noch im Kreis fahren kann. Der Spurkreis dagegen gibt den Durchmesser der kleinsten Kreisscheibe an, auf der ein Fahrzeug gerade noch im Kreis fahren kann. Dabei ragen dann Teile des Fahrzeugs über die Kreisscheibe hinaus.
Der Spurkreisdurchmesser ist immer kleiner als der Wendekreisdurchmesser, da der Reifen (jedenfalls nicht seine Mitte) bei einer Kurvenfahrt nicht der am weitesten herausragende Teil des Fahrzeugs ist.
Je nach Fahrzeugbauart variieren die Wendekreisdurchmesser stark. Ein geringer Wendekreis bedeutet bessere Handlichkeit, zum Beispiel im Stadtgebiet. Der typische Wendekreis von PKW beträgt ca. 10 m bis 12 m (Karosseriewendekreis). Busse – je nach Bauart und Länge zwischen 18 m (zum Beispiel Citaro K oder Lion’s City M) und ca. 25 m (15-m-Busse, Gelenkbusse mit 18,75 m oder mehr Länge) – und LKW brauchen dagegen ein Mehrfaches dieses Wertes.

## Berechnung
Der Radius R eines Punkts in Mitte der Vorderachse eines einzeln fahrenden Fahrzeuges mit Vorderachslenkung lässt sich nach dem Einspurmodell vereinfacht wie folgt berechnen:
{\displaystyle R\approx {\frac {L}{\sin \alpha }}}
Dabei ist  L der Radstand und α der mittlere Einschlagwinkel der Räder. Infolge des Lenktrapezes schlagen die Räder einer Achse in der Regel (bei Einzelradlenkung) nicht gleich weit ein.
Den Wendekreisradius erhält man, indem der Punkt auf der Fahrzeugkontur bestimmt wird, der den größten Radius besitzt. Der Wendekreisdurchmesser beträgt das Doppelte des Wendekreisradius.
Der Spurkreisradius ist der Radius des Kreises den der Radaufstandspunkt des kurvenäußeren Rades beschreibt.

## Situation in Deutschland
In Deutschland schreibt § 32d StVZO „Kurvenlaufeigenschaften“ für Fahrzeuge und Gespanne vor. Diese beinhalten implizit auch eine Beschränkung des Wendekreises. Demnach müssen Fahrzeuge einen Kreis mit Radius 12,5 m, bezogen auf die vordere (bei Hinterradlenkung hintere) äußerste Begrenzung des Fahrzeugs, fahren können. Um diese Anforderung an den Radius erfüllen zu können, muss ein Fahrzeug offensichtlich einen (maximalen) Wendekreis aufweisen, der höchstens das Doppelte, also 25 m, Durchmesser hat.
Damit ist jedoch nicht sichergestellt, dass alle Fahrzeuge alle Kurven und Kreisverkehre benutzen können, hierfür ist die Geometrie der Schleppkurve entscheidend. Road Trains und EuroCombis (sogenannte „GigaLiner“) können die Bedingungen des BOKraft-Kreises allenfalls dann erfüllen, wenn neben der üblichen Lenkachse weitere Achsen zwangsgelenkt werden.